# Олеш, Ростислав
Ро́стислав О́леш (чеш. Rostislav Olesz; род. 10 октября 1985, Биловец, Чехословакия) — чешский хоккеист, крайний нападающий, воспитанник клуба «Витковице». Сейчас играет за команду чешской Экстралиги «Оломоуц». Также играл за сборную Чехии, всего в ее составе провел 40 игр, набрал 8 (4+4) очков. За карьеру в сборной и клубах сыграл 1005 игр, набрал 441 (200+241) очко.

## Награды
- Бронзовый призёр Олимпиады, 2006 (сборная Чехии)
- Бронзовый призер и лучший снайпер молодежного чемпионата мира, 2005 (сборная Чехии)
- Серебряный призер чешской Экстралиги 2002 («Витковице»)

## Статистика
Обновлено на конец сезона 2020/21
```
                                         ---Регулярный чемпионат--- ---- Плей-офф ----
Сезон    Команда                     Лига    И    Г    П    О    Ш   И   Г   П   О   Ш
--------------------------------------------------------------------------------------
2000-01  Витковице                   ЧЭЛ     3    0    1    1    0  --  --  --  --  --
2001-02  Витковице                   ЧЭЛ    11    1    2    3    0  --  --  --  --  --
2002-03  Витковице                   ЧЭЛ    40    6    3    9   41   5   0   0   0   2
2003-04  Витковице                   ЧЭЛ    35    1   11   12   10   6   2   1   3   4
2004-05  Спарта Прага                ЧЭЛ    47    6    7   13   12   5   0   2   2   0
2005-06  Флорида Пантерз             НХЛ    59    8   13   21   24  --  --  --  --  --
2006-07  Флорида Пантерз             НХЛ    75   11   19   30   28  --  --  --  --  --
2006-07  Рочестер Американс          АХЛ     4    1    2    3    4  --  --  --  --  --
2007-08  Флорида Пантерз             НХЛ    56   14   12   26   16  --  --  --  --  --
2008-09  Флорида Пантерз             НХЛ    37    4    5    9    8  --  --  --  --  --
2009-10  Флорида Пантерз             НХЛ    78   14   15   29   28  --  --  --  --  --
2010-11  Флорида Пантерз             НХЛ    44    6   11   17    8  --  --  --  --  --
2011-12  Чикаго Блэк Хокс            НХЛ     6    0    0    0    6  --  --  --  --  --
2011-12  Рокфорд Айс Хогс            АХЛ    50   17   24   41   32  --  --  --  --  --
2012-13  Рокфорд Айс Хогс            АХЛ    14    7   12   19    4  --  --  --  --  --
2013-14  Нью-Джерси Девилз           НХЛ    10    0    2    2    0  --  --  --  --  --
2013-14  Олбани Девилз               АХЛ     5    1    3    4    4  --  --  --  --  --
2013-14  Берн                        Швейц  23    7    4   11   12   6   4   1   5   2
2014-15  Витковице                   ЧЭЛ    39   12   10   22   32   4   0   2   2  18
2015-16  Витковице                   ЧЭЛ    34   17   12   29   18   6   1   2   3   4
2015-16  Лангнау                     Швейц  15    4    4    8    2  --  --  --  --  --
2016-17  Витковице                   ЧЭЛ    41    8   12   20   28   5   0   1   1   4
2017-18  Витковице                   ЧЭЛ    52   16   14   30   44   4   0   0   0   6
2018-19  Витковице                   ЧЭЛ    31   10    9   19   28   8   0   1   1   2
2019-20  Оломоуц                     ЧЭЛ    52    8   11   19   10   2   1   0   1   2
2020-21  Оломоуц                     ЧЭЛ    46    6    9   15   14   7   3   0   3   2
--------------------------------------------------------------------------------------
         Всего в НХЛ                       365   57   77  134  118
         Всего в АХЛ                        73   26   41   67   44
         Всего в чешской Экстралиге        431   91  101  192  237  52   7   9  16  44
         Всего в швейцарской лиге           38   11    8   19   14   6   4   1   5   2

```